# معد (المهرة)

تعديل مصدري - تعديل

معد هي إحدى قرى مديرية منعر التابعة لمحافظة المهرة، بلغ تعداد سكانها 32 نسمة حسب تعداد اليمن لعام 2004.